# Équipe du Japon de football à la Coupe du monde 2010
Cet article relate le parcours de l’Équipe du Japon de football lors de la Coupe du monde de football 2010 organisée en Afrique du Sud du 11 juin au 11 juillet 2010.
Le Japon est éliminé aux tirs au but en huitièmes de finale par le Paraguay. Le Japon avait passé le premier tour en finissant deuxième de son groupe derrière les Pays-Bas avec deux victoires et une défaite.

## Effectif

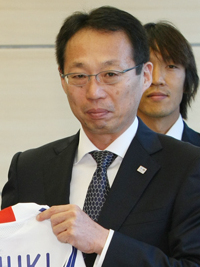
Takeshi Okada, sélectionneur de l'équipe nationale de football du Japon

Le 10 mai 2010, la liste des joueurs nippons retenus pour disputer l'épreuve est dévoilée. Sélections arrêtées le 11 mai 2010.
| Numéro / Nom       | Numéro / Nom         | Équipe               | Sél. (but)      | Date de naissance | J.              |                 |                 |                 |                 |
| Gardiens de but    | Gardiens de but      | Gardiens de but      | Gardiens de but | Gardiens de but   | Gardiens de but | Gardiens de but | Gardiens de but | Gardiens de but | Gardiens de but |
| ------------------ | -------------------- | -------------------- | --------------- | ----------------- | --------------- | --------------- | --------------- | --------------- | --------------- |
| 1                  | Seigo Narazaki       | Nagoya Grampus Eight | 76 (0)          | 15 avril 1976     | 0               | 0               | 0               | 0               | 0               |
| 21                 | Eiji Kawashima       | Kawasaki Frontale    | 8 (0)           | 20 mars 1983      | 3               | 0               | 0               | 0               | 0               |
| 23                 | Yoshikatsu Kawaguchi | Júbilo Iwata         | 117 (0)         | 15 août 1975      | 0               | 0               | 0               | 0               | 0               |
| Défenseurs         |                      |                      |                 |                   |                 |                 |                 |                 |                 |
| 22                 | Yuji Nakazawa        | Yokohama F. Marinos  | 104 (17)        | 25 février 1978   | 3               | 0               | 0               | 0               | 0               |
| 4                  | Marcus Tulio Tanaka  | Nagoya Grampus Eight | 37 (7)          | 24 avril 1981     | 3               | 0               | 1               | 0               | 0               |
| 3                  | Yuichi Komano        | Júbilo Iwata         | 51 (0)          | 25 juillet 1981   | 3               | 0               | 0               | 0               | 0               |
| 13                 | Daiki Iwamasa        | Kashima Antlers      | 2 (0)           | 30 janvier 1982   | 0               | 0               | 0               | 0               | 0               |
| 15                 | Yasuyuki Konno       | FC Tokyo             | 33 (0)          | 25 janvier 1983   | 1               | 0               | 0               | 0               | 0               |
| 5                  | Yuto Nagatomo        | FC Tokyo             | 23 (3)          | 12 septembre 1986 | 3               | 0               | 1               | 0               | 0               |
| 6                  | Atsuto Uchida        | Schalke 04           | 31 (1)          | 27 mars 1987      | 0               | 0               | 0               | 0               | 0               |
| Milieux de terrain |                      |                      |                 |                   |                 |                 |                 |                 |                 |
| 10                 | Shunsuke Nakamura    | Yokohama F. Marinos  | 95 (24)         | 24 juin 1978      | 1               | 0               | 0               | 0               | 0               |
| 7                  | Yasuhito Endo        | Gamba Osaka          | 31 (0)          | 28 janvier 1980   | 3               | 1               | 1               | 0               | 0               |
| 14                 | Kengo Nakamura       | Kawasaki Frontale    | 11 (1)          | 31 octobre 1980   | 0               | 0               | 0               | 0               | 0               |
| 20                 | Junichi Inamoto      | Kawasaki Frontale    | 80 (5)          | 18 septembre 1979 | 2               | 0               | 0               | 0               | 0               |
| 2                  | Yuki Abe             | Urawa Red Diamonds   | 42 (3)          | 6 septembre 1981  | 3               | 0               | 0               | 0               | 0               |
| 17                 | Makoto Hasebe        | VfL Wolfsburg        | 28 (1)          | 18 janvier 1984   | 3               | 0               | 0               | 0               | 0               |
| 18                 | Keisuke Honda        | CSKA Moscou          | 12 (4)          | 13 juin 1986      | 3               | 2               | 0               | 0               | 0               |
| 8                  | Daisuke Matsui       | Grenoble Foot 38     | 21 (1)          | 11 mai 1981       | 3               | 0               | 0               | 0               | 0               |
| Attaquants         |                      |                      |                 |                   |                 |                 |                 |                 |                 |
| 9                  | Shinji Okazaki       | Shimizu S-Pulse      | 25 (16)         | 16 avril 1986     | 3               | 1               | 0               | 0               | 0               |
| 11                 | Keiji Tamada         | Nagoya Grampus Eight | 68 (16)         | 11 avril 1980     | 1               | 0               | 0               | 0               | 0               |
| 16                 | Yasuhito Okubo       | Vissel Kobe          | 46 (5)          | 9 juin 1982       | 3               | 0               | 0               | 0               | 0               |
| 12                 | Kisho Yano           | Albirex Niigata      | 16 (2)          | 5 avril 1984      | 1               | 0               | 0               | 0               | 0               |
| 19                 | Takayuki Morimoto    | Calcio Catane        | 3 (1)           | 7 mai 1988        | 0               | 0               | 0               | 0               | 0               |
| Sélectionneur      |                      |                      |                 |                   |                 |                 |                 |                 |                 |
|                    | Takeshi Okada        |                      |                 | 25 août 1958      |                 |                 |                 |                 |                 |
| Réserve            |                      |                      |                 |                   |                 |                 |                 |                 |                 |
|                    | Yuhei Tokunaga       | FC Tokyo             | 7 (0)           | 25 septembre 1983 | 0               | 0               | 0               | 0               | 0               |
|                    | Tomoaki Makino       | FC Tokyo             | 2 (0)           | 11 mai 1987       | 0               | 0               | 0               | 0               | 0               |
|                    | Mitsuo Ogasawara     | Kashima Antlers      | 55 (7)          | 5 avril 1979      | 0               | 0               | 0               | 0               | 0               |
|                    | Naohiro Ishikawa     | FC Tokyo             | 5 (0)           | 12 mai 1981       | 0               | 0               | 0               | 0               | 0               |
|                    | Shinji Kagawa        | Cerezo Osaka         | 13 (2)          | 17 mars 1989      |                 |                 |                 |                 |                 |
|                    | Ryoichi Maeda        | Júbilo Iwata         | 5 (2)           | 9 octobre 1981    | 0               | 0               | 0               | 0               | 0               |
|                    | Tatsuya Tanaka       | Urawa Red Diamonds   | 16 (3)          | 27 novembre 1982  | 0               | 0               | 0               | 0               | 0               |

 = capitaine --  Gardien de butDéfenseurMilieu de terrainAttaquantSélectionneur

## Qualifications

### 3etour
| Rang | Équipe    | Pts | J | G | N | P | Bp | Bc | Diff |  | Résultats (▼ dom., ► ext.) |     |     |     |     |
| ---- | --------- | --- | - | - | - | - | -- | -- | ---- |  | -------------------------- | --- | --- | --- | --- |
| 1    | Japon     | 13  | 6 | 4 | 1 | 1 | 12 | 3  | +9   |  | Japon                      |     | 1-0 | 3-0 | 4-1 |
| 2    | Bahreïn   | 11  | 6 | 3 | 2 | 1 | 7  | 5  | +2   |  | Bahreïn                    | 1-0 |     | 1-1 | 1-1 |
| 3    | Oman      | 8   | 6 | 2 | 2 | 2 | 5  | 7  | -2   |  | Oman                       | 1-1 | 0-1 |     | 2-1 |
| 4    | Thaïlande | 1   | 6 | 0 | 1 | 5 | 5  | 14 | -9   |  | Thaïlande                  | 0-3 | 2-3 | 0-1 |     |

### 4etour
| Rang | Équipe      | Pts | J | G | N | P | Bp | Bc | Diff |  | Résultats (▼ dom., ► ext.) |     |     |     |     |     |
| ---- | ----------- | --- | - | - | - | - | -- | -- | ---- |  | -------------------------- | --- | --- | --- | --- | --- |
| 1    | Australie   | 20  | 8 | 6 | 2 | 0 | 12 | 1  | +11  |  | Australie                  |     | 2-1 | 2-0 | 4-0 | 2-0 |
| 2    | Japon       | 15  | 8 | 4 | 3 | 1 | 11 | 6  | +5   |  | Japon                      | 0-0 |     | 1-0 | 1-1 | 1-1 |
| 3    | Bahreïn     | 10  | 8 | 3 | 1 | 4 | 6  | 8  | -2   |  | Bahreïn                    | 0-1 | 2-3 |     | 1-0 | 1-0 |
| 4    | Qatar       | 6   | 8 | 1 | 3 | 4 | 5  | 14 | -9   |  | Qatar                      | 0-0 | 0-3 | 1-1 |     | 3-0 |
| 5    | Ouzbékistan | 4   | 8 | 1 | 1 | 6 | 5  | 10 | -5   |  | Ouzbékistan                | 0-1 | 0-1 | 0-1 | 4-0 |     |

### Buteurs
| Pos | Joueur              | Pays  | Buts |
| --- | ------------------- | ----- | ---- |
| 1   | Yasuhito Endō       | Japon | 3    |
| -   | Yūji Nakazawa       | Japon | 3    |
| -   | Shunsuke Nakamura   | Japon | 3    |
| -   | Marcus Tulio Tanaka | Japon | 3    |
| 5   | Yoshito Ōkubo       | Japon | 2    |
| -   | Kengo Nakamura      | Japon | 2    |
| -   | Keiji Tamada        | Japon | 2    |
| 8   | Seiichiro Maki      | Japon | 1    |
| -   | Atsuto Uchida       | Japon | 1    |
| -   | Tatsuya Tanaka      | Japon | 1    |
| -   | Shinji Okazaki      | Japon | 1    |

## Préparation
| Match amical                             | Japon   | 0-3   | Serbie                     | Stade Nagai Osaka, Japon                         |                                                  |
| 7 avril 2010 · Historique des rencontres |         | (0-2) | Mrdja 15e, 23e · Tomic 60e | Spectateurs : 46 270 Arbitrage : Myung-yong Choi | Spectateurs : 46 270 Arbitrage : Myung-yong Choi |
| 7 avril 2010 · Historique des rencontres | Rapport |       |                            | Spectateurs : 46 270 Arbitrage : Myung-yong Choi | Spectateurs : 46 270 Arbitrage : Myung-yong Choi |

La préparation pour le mondial commencera à proprement parler à l'annonce de la liste des joueurs sélectionnés.
| Match amical                                          | Japon   | 0-2   | Corée du Sud                                | Stade Saitama 2002 Saitama, Japon               |                                                 |
| 24 mai 2010 · 11:20 (BST) · Historique des rencontres |         | (0-1) | Park Ji-sung 6e · Park Chu-young 90e (pen.) | Spectateurs : 57 873 Arbitrage : Stuart Attwell | Spectateurs : 57 873 Arbitrage : Stuart Attwell |
| 24 mai 2010 · 11:20 (BST) · Historique des rencontres | Rapport |       |                                             | Spectateurs : 57 873 Arbitrage : Stuart Attwell | Spectateurs : 57 873 Arbitrage : Stuart Attwell |

| Match amical                                          | Angleterre                                          | 2-1   | Japon     | UPC-Arena Graz, Autriche                     |                                              |
| 30 mai 2010 · 13:15 (BST) · Historique des rencontres | Lampard 56e · Tanaka 72e (csc) · Nakazawa 83e (csc) | (0-1) | Tanaka 7e | Spectateurs : 15 326 Arbitrage : Rene Eisner | Spectateurs : 15 326 Arbitrage : Rene Eisner |
| 30 mai 2010 · 13:15 (BST) · Historique des rencontres | Rapport                                             |       |           | Spectateurs : 15 326 Arbitrage : Rene Eisner | Spectateurs : 15 326 Arbitrage : Rene Eisner |

| Match amical                                          | Côte d'Ivoire                | 2-0   | Japon | Stade de Tourbillon Sion, Suisse               |                                                |
| 4 juin 2010 · 11:20 (BST) · Historique des rencontres | Tanaka 13e (csc) · Touré 79e | (1-0) |       | Spectateurs : 4 919 Arbitrage : Stephan Studer | Spectateurs : 4 919 Arbitrage : Stephan Studer |
| 4 juin 2010 · 11:20 (BST) · Historique des rencontres | Rapport                      |       |       | Spectateurs : 4 919 Arbitrage : Stephan Studer | Spectateurs : 4 919 Arbitrage : Stephan Studer |

## Coupe du monde

### Premier tour - groupe E
| Rang | Équipe   | Pts | J | G | N | P | Bp | Bc | Diff |
| ---- | -------- | --- | - | - | - | - | -- | -- | ---- |
| 1    | Pays-Bas | 9   | 0 | 3 | 0 | 0 | 5  | 1  | +4   |
| 2    | Japon    | 6   | 0 | 2 | 0 | 1 | 4  | 2  | +2   |
| 3    | Danemark | 3   | 0 | 1 | 0 | 2 | 3  | 6  | -3   |
| 4    | Cameroun | 0   | 0 | 0 | 0 | 3 | 3  | 7  | -4   |

| 14 juin 2010                            | Japon     | 1 – 0 | Cameroun | Free State Stadium, Bloemfontein                      |                                                       |
| 16:00 UTC+2 · Historique des rencontres | Honda 39e | (1–0) |          | Spectateurs : 30 620 Arbitrage : Olegário Benquerença | Spectateurs : 30 620 Arbitrage : Olegário Benquerença |
| 16:00 UTC+2 · Historique des rencontres | Rapport   |       |          | Spectateurs : 30 620 Arbitrage : Olegário Benquerença | Spectateurs : 30 620 Arbitrage : Olegário Benquerença |

| 19 juin 2010                            | Pays-Bas | 1–0   | Japon | Moses Mabhida Stadium, Durban |  |
| 13:30 UTC+2 · Historique des rencontres |          | (0–0) |       |                               |  |

| 24 juin 2010                            | Danemark | 1–3   | Japon | Royal Bafokeng Stadium, Rustenburg |  |
| 20:30 UTC+2 · Historique des rencontres |          | (0–2) |       |                                    |  |

### Huitième de finale
| 29 juin 2010                            | Paraguay | 0–0 a. p. (5 - 3 t. a. b.) | Japon | Loftus Versfeld Stadium, Pretoria |  |
| 16:00 UTC+2 · Historique des rencontres |          | (0–0)                      |       |                                   |  |